# We Want Sex Equality
Pour plus de détails, voir Fiche technique et Distribution.
We Want Sex Equality (Made in Dagenham) est un film biographique britannique, réalisé par Nigel Cole, sorti en 2010.
Le récit de ce film historique traite de la première grève des ouvrières de l'usine automobile du constructeur américain Ford à Dagenham, ainsi que des négociations que conduisirent ses meneuses pour obtenir une complète égalité salariale entre hommes et femmes, notamment auprès de la secrétaire de l'État à l'emploi Barbara Castle.

## Synopsis
Au printemps 1968 à Londres, Rita O'Grady (Sally Hawkins), une ouvrière de l'usine de Ford de Dagenham, dans la banlieue londonienne, va mener un mouvement visant à instaurer l'égalité de salaire entre les hommes et les femmes. Tout part d'une simple demande d'augmentation de salaire promise par sa direction depuis longtemps pour elle et ses collègues de l'atelier qui assemblent les housses de siège. Sous l'impulsion de son supérieur, elle mène un combat durant trois semaines contre Ford en vue d'obtenir ce qu'elle veut.

## Fiche technique
Sauf indication contraire, les informations mentionnées dans cette section peuvent être confirmées par la base de données cinématographiques IMDb,  présente dans la section « Liens externes ».
- Titre : We Want Sex Equality
- Titre québécois : Les Dames de Dagenham
- Titre original : Made in Dagenham
- Réalisation : Nigel Cole
- Scénario : William Ivory
- Casting : Lucy Bevan
- Direction artistique : Ben Smith
- Décors : Andrew McAlpine
- Costumes : Louise Stjernsward
- Photographie : John de Borman
- Montage : Michael Parker
- Musique : David Arnold
- Production : Elizabeth Karlsen, Stephen Woolley
- Sociétés de production : Audley Films, BBC Films, BMS Finance, HanWay Films, Lipsync Productions, Number 9 Films, UK Film Council
- Sociétés de distribution : ARP Sélection, Paramount Pictures, Sony Pictures Home Entertainment
- Société d'effets spéciaux : Lipsync Post
- Budget de production : 7 200 000 $
- Pays d'origine :  Royaume-Uni
- Langue : Anglais
- Format : Couleurs - 2,35:1 - Dolby Digital - 35 mm
- Genre : Biographique, comédie dramatique, historique
- Durée : 113 minutes
- Dates de sorties en salles : 
  -  France : 6 octobre 2010 (Festival du film britannique de Dinard), 9 mars 2011 (sortie nationale)
  -  Royaume-Uni : 1er octobre 2010

## Distribution
- Sally Hawkins (VF : Danièle Douet ; VQ : Valérie Gagné) : Rita O'Grady, l'héroïne du film, militante charismatique
- Daniel Mays (VF : Xavier Béja ; VQ : François Sasseville) : Eddie O'Grady, le mari de Rita
- Miranda Richardson (VQ : Marie-Andrée Corneille) : Barbara Castle, la secrétaire d'État travailliste
- Rosamund Pike (VF : Louise Lemoine Torrès ; VQ : Catherine Hamann) : Lisa Hopkins, la femme de Peter, le patron de l'usine
- Jaime Winstone (VQ : Aline Pinsonneault) : Sandra
- Bob Hoskins (VF : Jean-François Aupied ; VQ : Marc Bellier) : Albert Passingha, le syndicaliste défendant la cause des femmes
- Richard Schiff (VQ : Jacques Lavallée) : Robert Tooley
- John Sessions : Harold Wilson, le Premier ministre
- Rupert Graves (VF : Guillaume Orsat) : Peter Hopkins, le patron de l'usine Ford
- Kenneth Cranham (VF : Vincent Grass) : Monty Taylor, le syndicaliste conservateur
- Andrea Riseborough (VF : Armelle Gallaud ; VQ : Anne Bédard) : Brenda
- Geraldine James (VF : Martine Irzenski ; VQ : Diane Arcand) : Connie, la déléguée syndicale
- Matt King (VF : Luc Boulad) : Trevor Innes
- Roger Lloyd-Pack (VQ : Jean-François Blanchard) : George, le mari de Connie, traumatisé par la guerre
- Andrew Lincoln : Mr. Clarke, l'instituteur
- Nicola Duffett (VQ : Viviane Pacal) : Eileen
- Lorraine Stanley (VQ : Chantal Baril) : Monica

## Accueil critique
En regard du box-office, We Want Sex Equality a connu des critiques assez positives. Il obtient 80 % d'avis positifs sur Rotten Tomatoes, sur la base de 126 commentaires collectées. Sur Metacritic, il obtient une note favorable de 65/100, sur la base de 31 commentaires collectées, ce qui lui permet d'obtenir le label « Avis généralement favorables » et est évalué à une note positive de 3,7/5 pour 22 critiques de presse sur Allociné.

« Une grève mythique pour un film épatant, interprété par une bande d'actrices formidables menées par la volontaire et émouvante Sally Hawkins. »

— Emmanuelle Frois, Le Figaro, 8 mars 2011.

« (...) Chronique réjouissante proche de classiques british comme Les Virtuoses ou The Full Monty. »

— Caroline Vié, 20 minutes, 9 mars 2011.

« Reconstitution impeccable de l'époque (...), distribution sans faille conduite par Sally Hawkins, musique d'appoint, sens de la complexité des situations (...). »

— Jean Roy, L'Humanité, 9 mars 2011.

« Sans égaler Les Virtuoses ou même The Full Monty, faute d'âpreté et de surprises, We Want Sex Equality séduit par la modestie et la détermination de ses héroïnes. »

— Marie Sauvion, Le Parisien, 9 mars 2011.

## Distinctions
| Date                 | Distinction                            | Catégorie                                          | Nom                       | Résultat   |
| -------------------- | -------------------------------------- | -------------------------------------------------- | ------------------------- | ---------- |
| 6 au 10 octobre 2010 | Festival du film britannique de Dinard | Hitchcock d'or                                     | We Want Sex Equality      | Lauréat    |
| 6 au 10 octobre 2010 | Festival du film britannique de Dinard | Prix du meilleur scénario                          | We Want Sex Equality      | Lauréat    |
| 6 au 10 octobre 2010 | Festival du film britannique de Dinard | Prix du public                                     | We Want Sex Equality      | Lauréat    |
| 5 décembre 2010      | British Independent Film Awards        | Meilleure actrice                                  | Sally Hawkins             | Nomination |
| 5 décembre 2010      | British Independent Film Awards        | Meilleur acteur dans un second rôle                | Bob Hoskins               | Nomination |
| 5 décembre 2010      | British Independent Film Awards        | Meilleure actrice dans un second rôle              | Rosamund Pike             | Nomination |
| 5 décembre 2010      | British Independent Film Awards        | Meilleur scénario                                  | William Ivory             | Nomination |
| 19 décembre 2010     | Satellite Awards                       | Meilleur film de comédie ou musical                | We Want Sex Equality      | Nomination |
| 19 décembre 2010     | Satellite Awards                       | Meilleure actrice de comédie ou musical            | Sally Hawkins             | Nomination |
| 10 janvier 2011      | Alliance of Women Film Journalists     | Meilleure image de la femme                        | Sally Hawkins             | Nomination |
| 18 janvier 2011      | Women's Image Network Awards           | Meilleure actrice                                  | Sally Hawkins             | Nomination |
| 7 février 2011       | Evening Standard British Film Awards   | Meilleure actrice                                  | Sally Hawkins             | Nomination |
| 7 février 2011       | Evening Standard British Film Awards   | Prix technique d'honneur                           | Andrew McAlpine           | Nomination |
| 11 février 2011      | London Film Critics Circle             | Actrice britannique de l'année dans un second rôle | Rosamund Pike             | Nomination |
| 13 février 2011      | BAFTA Awards                           | Meilleur film britannique                          | We Want Sex Equality      | Nomination |
| 13 février 2011      | BAFTA Awards                           | Meilleure actrice dans un second rôle              | Miranda Richardson        | Nomination |
| 13 février 2011      | BAFTA Awards                           | Meilleurs costumes                                 | Louise Stjernsward        | Nomination |
| 13 février 2011      | BAFTA Awards                           | Meilleurs maquillages et coiffures                 | Elizabeth Yianni-Georgiou | Nomination |
| 13 février 2011      | Online Film & Television Association   | Meilleurs costumes                                 | Louise Stjernsward        | Nomination |
| 19 février 2011      | American Cinema Editors                | Meilleur montage d'un film de comédie ou musical   | Michael Parker            | Nomination |